# Grant Hardie
Grant Hardie (Dumfries, 27 marzo 1992) è un giocatore di curling britannico con cittadinanza scozzese. Gioca il Third nella squadra di Bruce Mouat.

## Biografia
La sua squadra di club è il Gogar Park Curling Club.
Alle Universiadi di Granada 2015 ha vinto il bronzo nel torneo maschile. Ha vinto l'oro ai mondiali misti di Champéry 2017.
Si è laureato campione continentale agli europei di Tallinn 2018, nello stesso anno ha anche vinto la medaglia di bronzo ai mondiali di Las Vegas.
Ai mondiali di Calgary 2021 ha vinto la medaglia d'argento nel torneo maschile per la Scozia e l'oro agli Lillehammer 2021. 
Ha rappresentato la Gran Bretagna ai Giochi olimpici invernali di Pechino 2022, dove ha raggiunto la finale del torneo maschile, vincendo la medaglia d'argento con Bruce Mouat, Bobby Lammie, Hammy McMillan Jr. e Ross Whyte.

## Palmarès

### Per la Gran Bretagna
- Giochi olimpici

Pechino 2022: argento nel torneo maschile;
- Universiadi

Granada 2015: bronzo nel torneo maschile;

### Per la Scozia
- Mondiali

Las Vegas 2018: bronzo nel torneo maschile;
Calgary 2021: argento nel torneo maschile;
Ottawa 2023: oro nel torneo maschile;
Moose Jaw 2025: oro nel torneo maschile;
- mondiali misti

Champéry 2017: oro nel torneo misto;
- Europei

Tallinn 2018: oro nel torneo maschile;
Lillehammer 2021: oro nel torneo maschile;
Östersund 2022: oro nel torneo maschile;
Aberdeen 2023: oro nel torneo maschile;
Lohja 2024: argento nel torneo maschile;
- Mondiali junior

Tallin 2015: bronzo nel torneo maschile;
Copenaghen 2016: oro nel torneo maschile;